# Atropoides mexicanus
Atropoides mexicanus е вид змия от семейство Отровници (Viperidae). Видът не е застрашен от изчезване.

## Разпространение и местообитание
Разпространен е в Гватемала, Коста Рика, Мексико, Никарагуа, Панама и Хондурас.
Обитава гористи местности, склонове, възвишения и плантации.